# Aiouea dubia
Aiouea dubia är en lagerväxtart som först beskrevs av Carl Sigismund Kunth, och fick sitt nu gällande namn av Carl Christian Mez. Aiouea dubia ingår i släktet Aiouea och familjen lagerväxter. Inga underarter finns listade i Catalogue of Life.